# Casa Nanu-Muscel
Casa Nanu-Muscel este o casă cu valoare istorică din Municipiul București, situată în sectorul 1, în Piața Romană, la numărul 7. Casa i-a aparținut lui Ion Nanu-Muscel, un profesor de semiologie și clinică medicală timp de 30 de ani la Universitatea de medicină din București, senator, doctor la Spitalul Filantropia și apoi la Colțea, timp de 36 de ani, președinte al Societății Medicale a spitalelor din București și membru al Academiei de medicină din România.

## Istorie
Primăria Bucureștiului a scos la licitație parcelele din Piața Lascăr Catargiu/Romană începând cu 1898. Primul lot in rond, de 893,36 m2, a fost adjudecat de profesorul Sabba Ștefănescu, căruia arhitectul Oscar Maugsch (1857-?) i-a construit între 1902 și 1903 vila de pe colț. În urma licitației din 11 iunie 1908, doctorul Ion Nanu-Muscel (1862-1938), profesor de semiologie și clinică medicală la Universitatea de Medicină din București, e desemnat câștigătorul terenului unde se află casa sa, oferind 50,5 lei/m2. Înaintea vilei din Piața Romană, doctorul a locuit în strada G.C. Cantacuzino nr. 51 (Almanach du High-Life nr. 51).
Dosarul cu autorizația de construire nu se mai găsește azi în arhive, dar perioada în care casa a fost ridicată este de aproximativ 1909-1911. Din păcate, pe internet circulă mai multe articole și „studii istorice”, în care se atribuie eronat construcția vilei lui Ion D. Berindey și se datează în 1890, ceea ce e fals. În revista Gazeta Ilustrată, anul I, nr. 3, 31 decembrie 1911, vila Nanu-Muscel apare în lista celor realizate de Ernest Doneaud.
Doctorul Nanu-Muscel s-a opus construirii Palatului  Academiei de Înalte Studii Comerciale și Industriale. Demersurile legale și contractele au fost inițiate în 1922-1923, iar în 1924 au început construirea, după planurile arhitecților Grigore Cerkez și Edmond van Saanen Algi. 
Nu se știe situația familiei Nanu-Muscel în perioada comunistă și nici eventualii chiriași care au fost băgați în casă. Istoricul Andrei Pippidi menționează că vila a fost locuită ulterior și de  „profesorul Socrate Lalu (1875-1944) - care a predat farmacologia și lași și la București.”
La sfârșitul lui 2006, a fost emisă autorizația de desființare a dependințelor, iar în primăvara lui 2008 s-a și pus în aplicare. Proprietatea din Piața Romană nr. 7 a fost cumpărată de Academia de Studii Economice în 2012, după mai multe încercări anterioare nereușite. După un început de restaurare, corpul principal a fost în ruină până în 2015, când Academia de Studii Economice a declarat începerea lucrărilor de refacere a casei - declarată între timp monument istoric (2013) - și de construire a unui imobil de 7 etaje peste ea. În prezent, în ciuda opoziției societății civile, interioarele casei au fost distruse, păstrându-se doar fațadele care o să fie integrate în noul imobil.

## Descriere
Vila e una dintre cele mai elegante din creația lui Ernest Doneaud, fiind bogat decorată, atât la interior cât și la exterior, în spiritul beaux-arts academist francez. Remarcăm unele elemente (florale, mascaroane feminine, putti, vase, feronerie, marchiză) folosite mai ales de antreprenorii lui Ion D. Berindey, ceea ce a dus probabil la atribuirea construirii lui, precum și de faptul că în respectiva perioadă circulau modele franceze și la București, iar antreprenorii puteau să colaboreze cu mai mulți arhitecți.

## Galerie

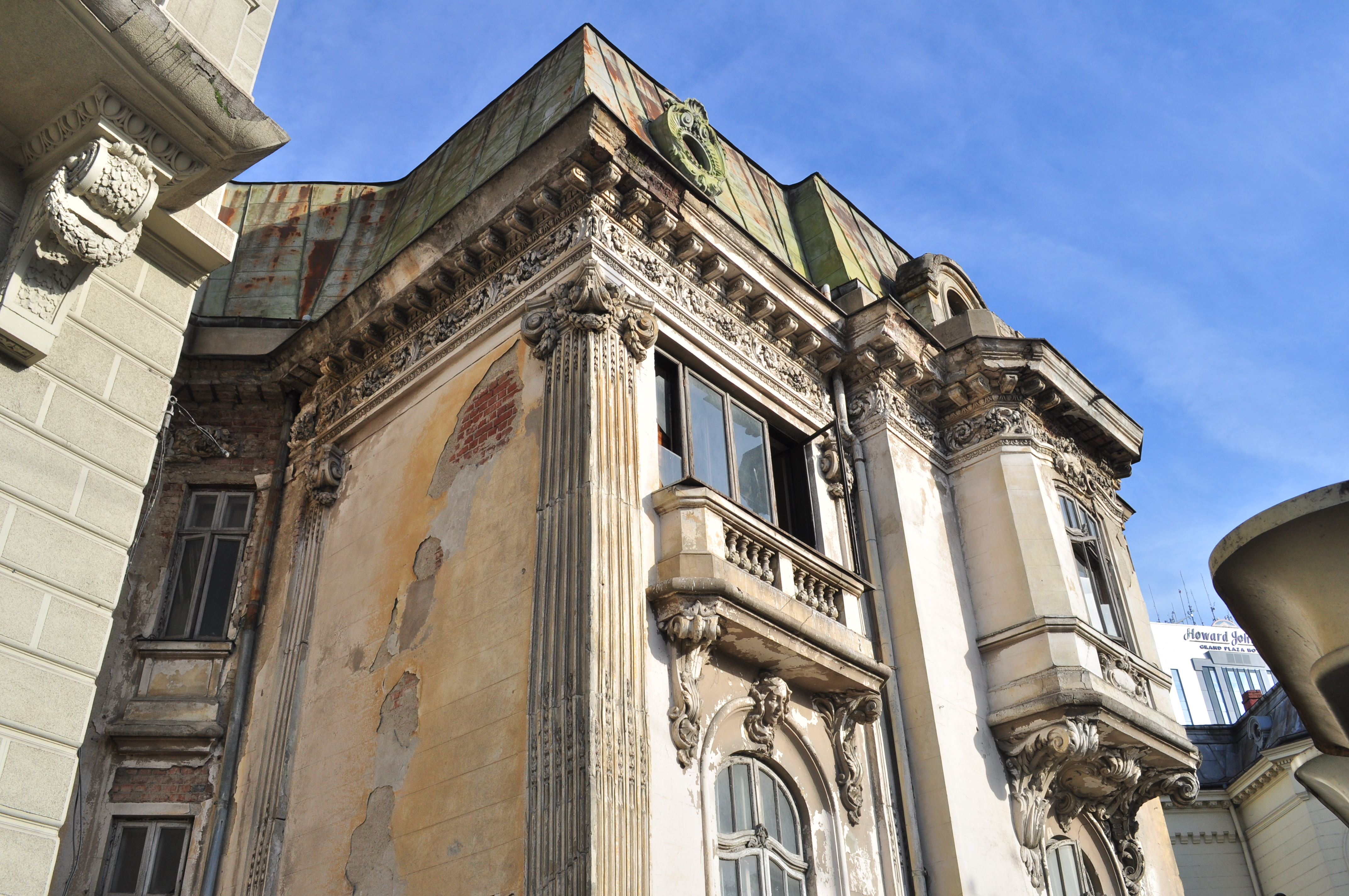
Casa în decembrie 2014
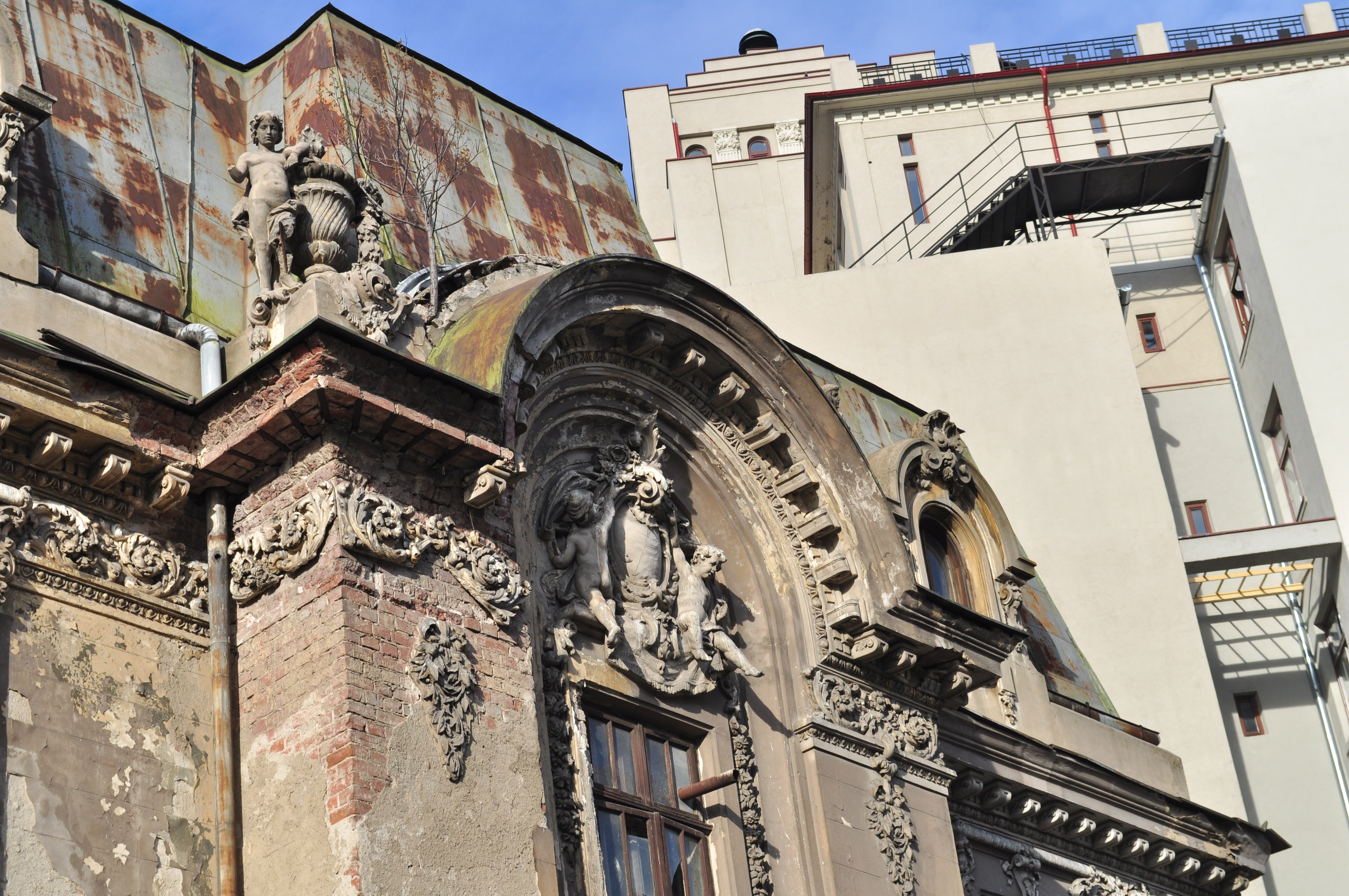
Cartuș ținut de o pereche de putti, deasupra unei ferestre de deasupra intrării
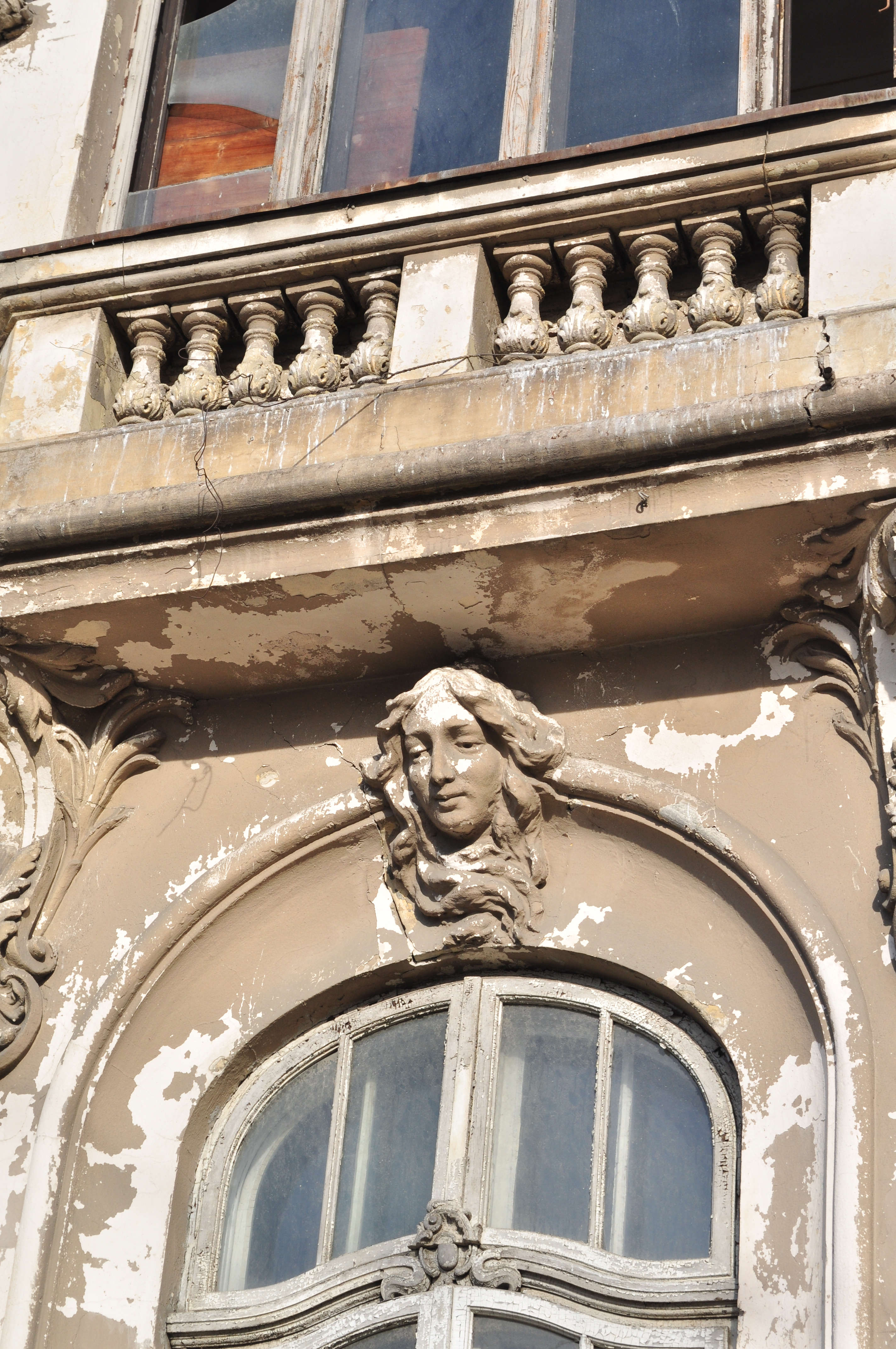
Mascaron deasupra unei ferestre
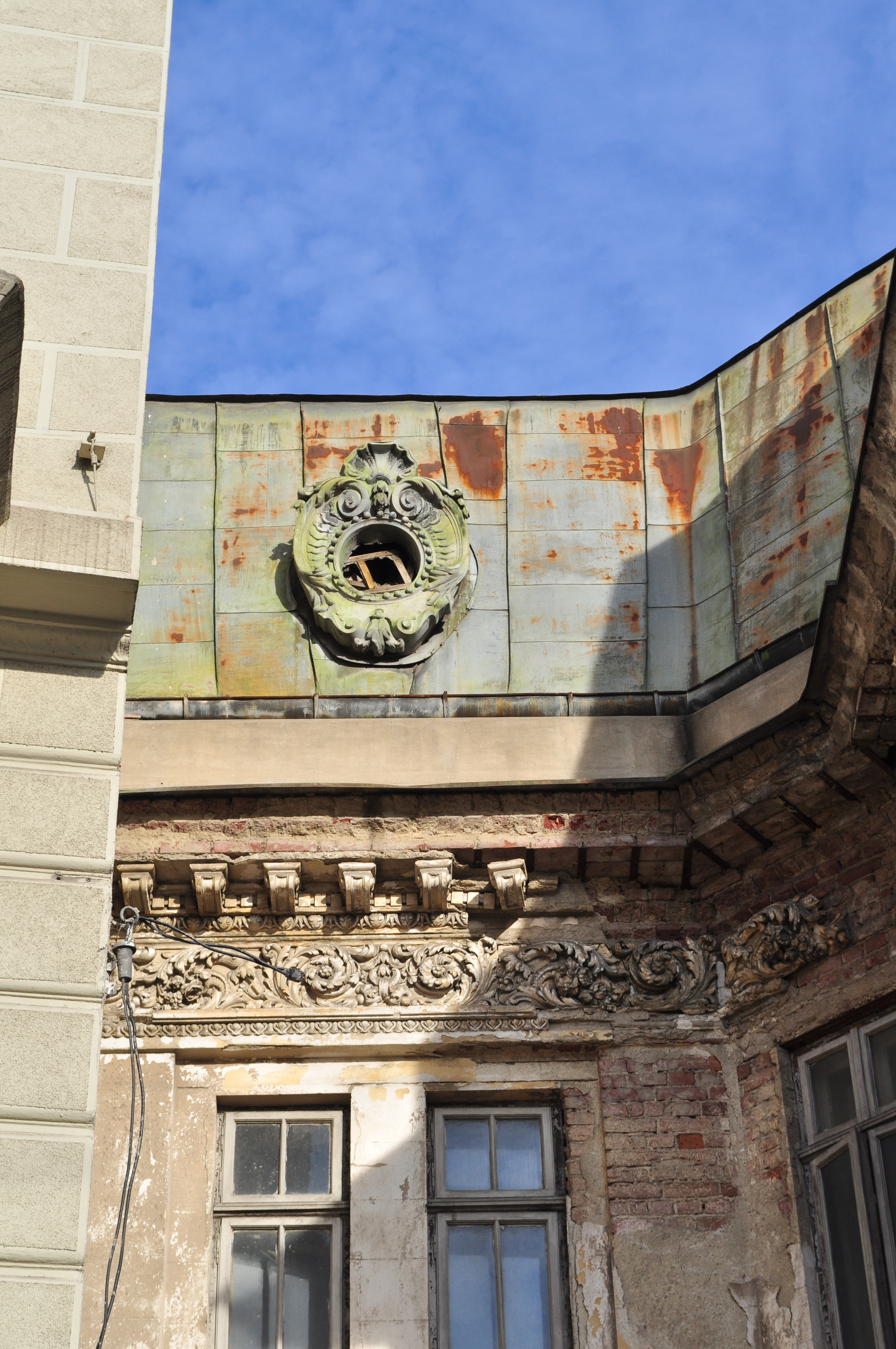
Fereastră a acoperișului
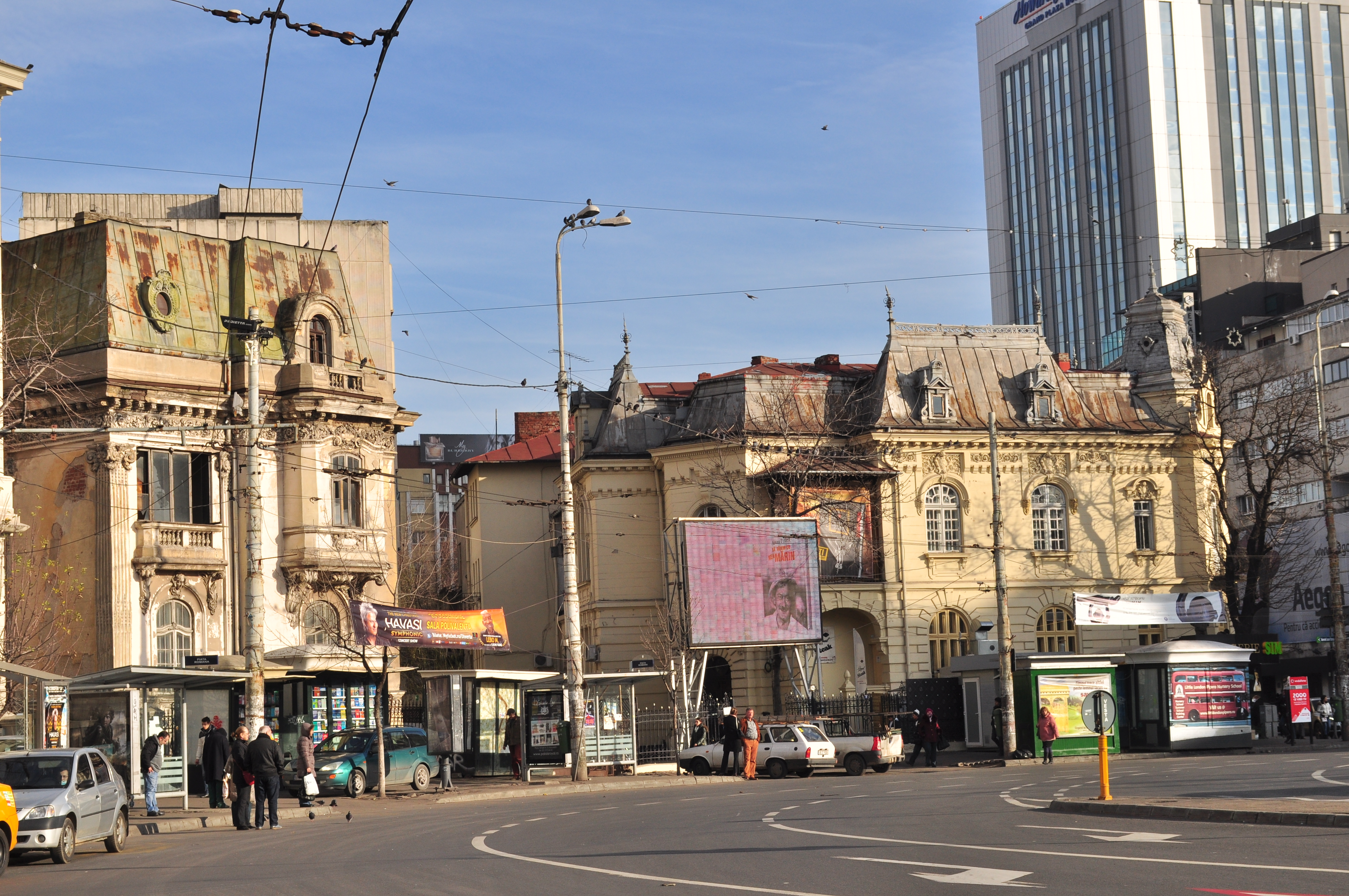
Casa Nanu-Muscel în stânga, și Casa Sabba Ștefănescu în dreapta, în aprilie 2015
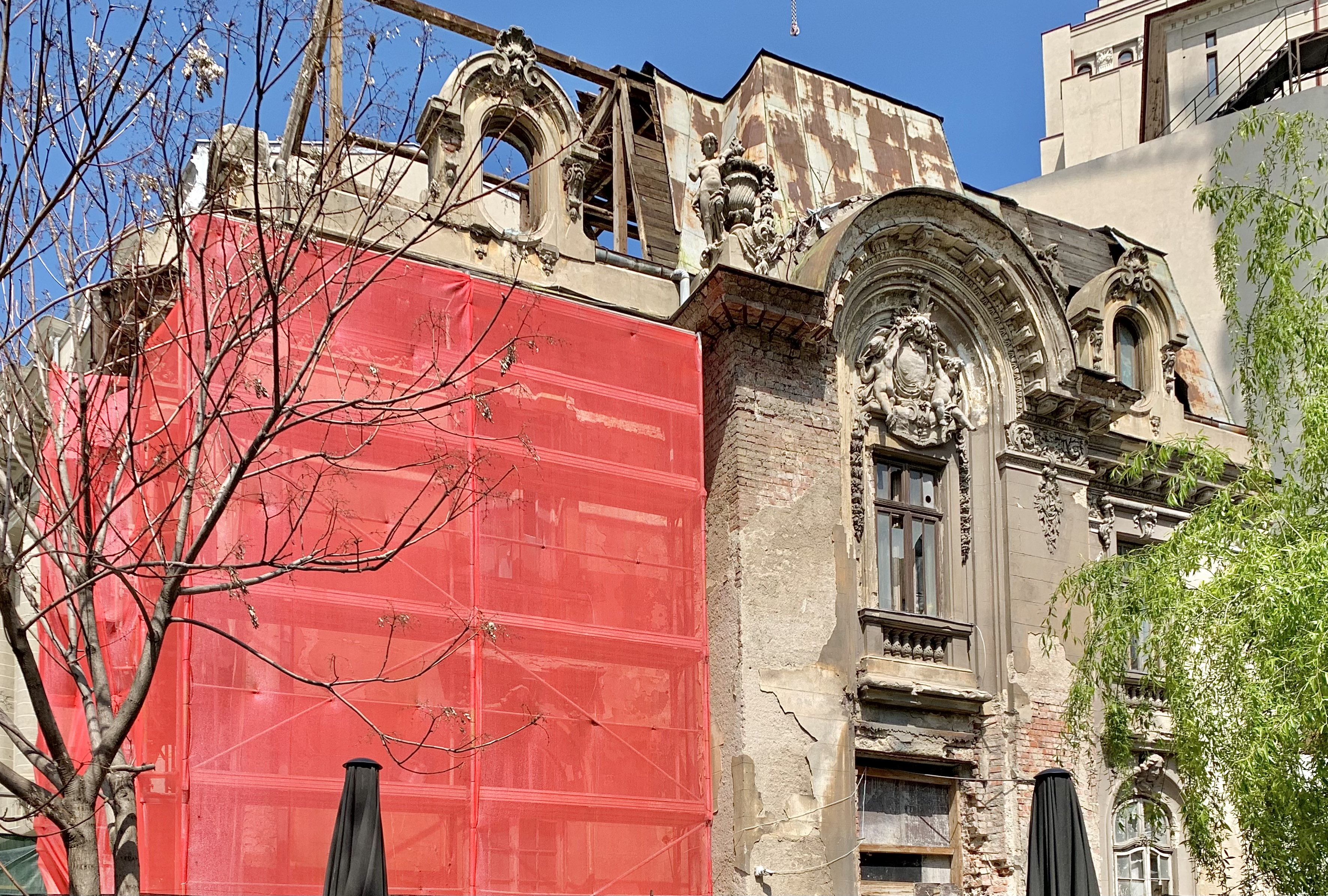
Casa în renovare, pe 21 aprilie 2021